# Avenue de l'Indépendance (Minsk)
L'avenue de l'Indépendance (en biélorusse : Праспект Незалежнасці) est l'artère principale de Minsk. D'une longueur de 15,3 km, elle traverse la ville du centre au nord-est.

## Histoire
Principale artère de la ville, elle est construite au XVIe siècle comme faisant partie de la route postale reliant Moscou à Vienne. Elle est redessinée sous Zakhari Korneïev (ru), premier gouverneur de Minsk et du gouvernement de Minsk. La voie sera d'ailleurs renommée en son honneur en 1801 (elle portera le nom de rue Zakharievskaïa).
Le 1er juillet 1812, avec l'occupation de la ville par les troupes françaises, la rue prend le nom de « Nouvelle ville ». Le 22 novembre 1812, à la suite de l'entrée dans la ville de l'armée russe, elle retrouve son nom.
Durant l'occupation allemande, en 1918, elle est renommée Hauptstraße.
En janvier 1919, elle devient la rue Sovietskaïa, puis, sous les Polonais (1919-1920), la rue Adam Mickiewicz, et de nouveau la rue Sovietskaïa en 1920. À cette époque, elle comprend la route Borissovski (qui deviendra en 1937 la rue Pouchkinskaïa.
La rue porte de nouveau le nom de Hauptstraße sous l'occupation allemande (du 1er août 1941 au 24 mars 1944) puis celui de rue du 25 mars (du 25 mars 1944 au 3 juillet 1944).
Ce dernier nom a été adopté par l'administration d'occupation sur proposition de la Rada centrale biélorusse en mémoire de la Journée de proclamation d'indépendance du Bélarus du 25 mars 1918.
À partir du 3 juillet 1944, à la libération, la rue retrouve son ancien nom : Sovietskaïa.
Lors de la Seconde Guerre mondiale, la ville est presque entièrement détruite : il ne reste que dix maisons sur la rue Sovietskaïa. La décision est prise de reconstruire la ville en profondeur. Ainsi, en 1952, la rue acquiert le statut d'avenue et devient l'avenue Staline, au tracé plus large et plus droit, est en projet. En novembre 1961, avec la déstalinisation, l'avenue Staline devient l'avenue Leninski (de Lénine).
En 1991, à la chute de l'Union soviétique, l'avenue devient l'avenue Francysk Skaryna et enfin, en 2005, l'avenue de l'Indépendance.

## Places
L'avenue de l'Indépendance traverse plusieurs places (classées géographiquement d'est en ouest) :
- place Kalinine
- place Iakoub Kolas
- place de la Victoire
- place d'Octobre
- place de l'Indépendance

## Bâtiments notables
De nombreux bâtiments célèbres bordent l'avenue de l'Indépendance :
- le bâtiment 15 de l'Université technique nationale de Biélorussie (БНТУ)

- le siège du KGB biélorusse

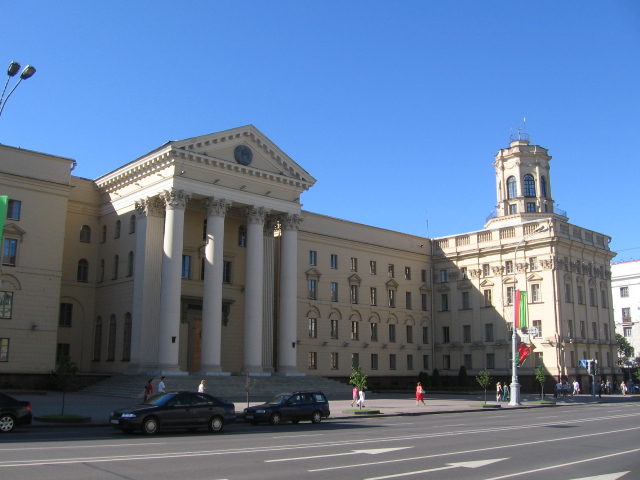
Siège du KGB

- la bibliothèque nationale de Biélorussie
- la voie ferrée pour enfants
- le jardin botanique central
- l'Académie des Sciences de Biélorussie (ru)
- la Société philharmonique d'État
- le Monument de la Victoire sur la place de la Victoire
- le Cirque d'État
- le Palais de la Culture des Syndicats
- le Musée d'Histoire de la Grande Guerre Patriotique (qui a déménagé depuis 2014 dans un nouveau bâtiment situé sur l'avenue des Vainqueurs).
- le Palais de la République

## Transports en commun
La ligne Moskovskaïa du métro de Minsk parcourt la quasi-totalité de l'avenue, ainsi que la ligne de bus n°100.

## Galerie de photographies

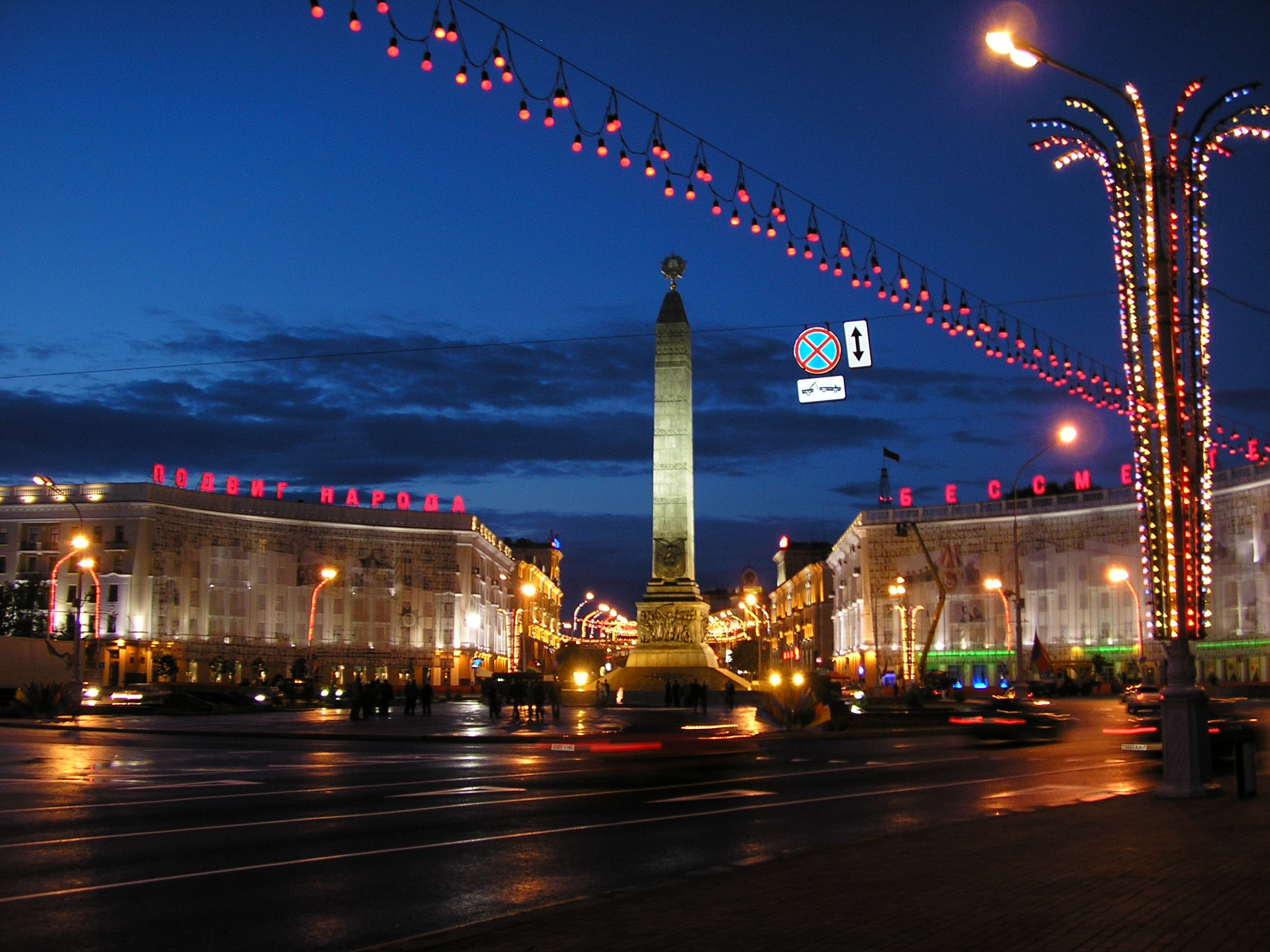
Monument sur la place de la Victoire.
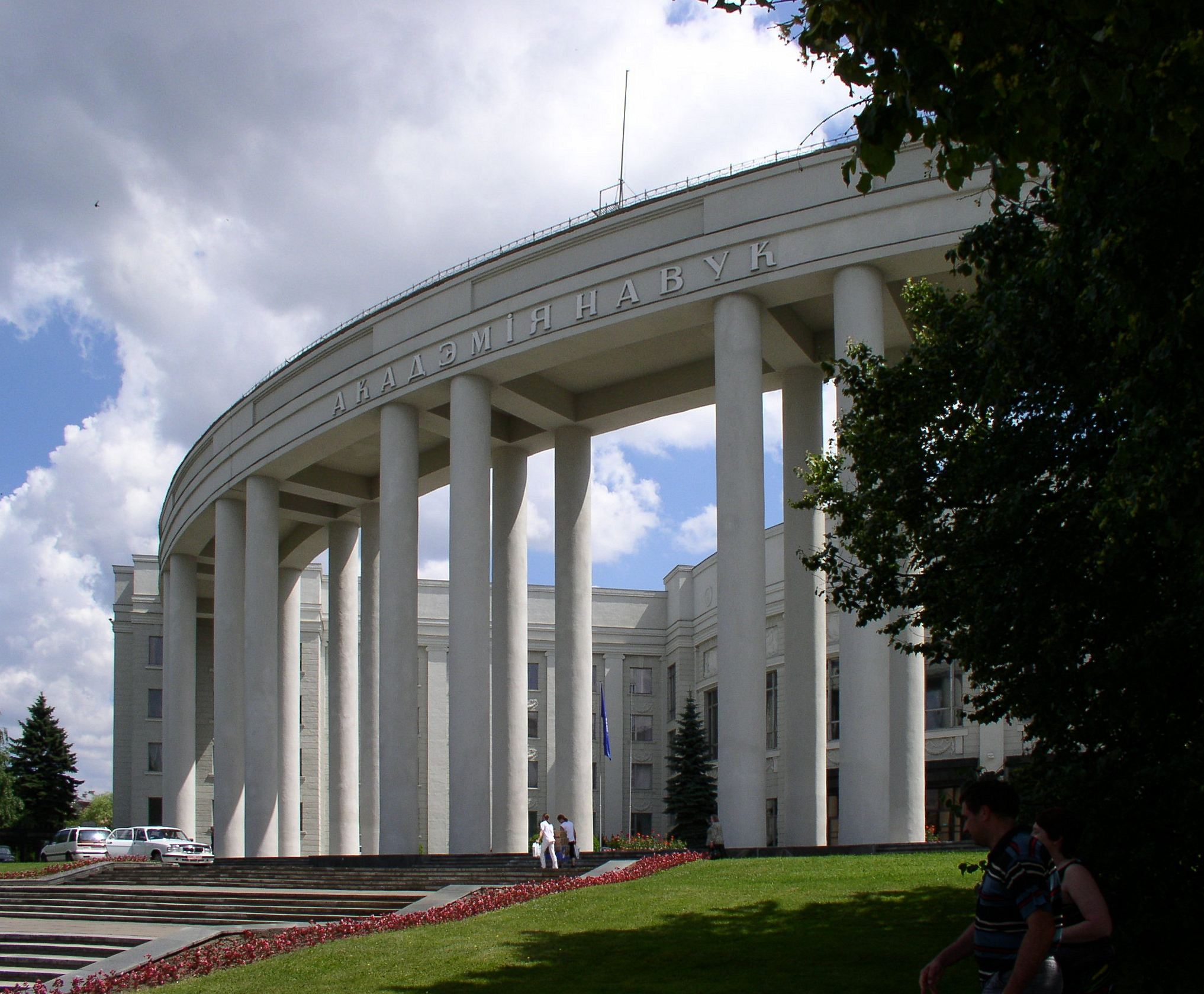
Académie des sciences.
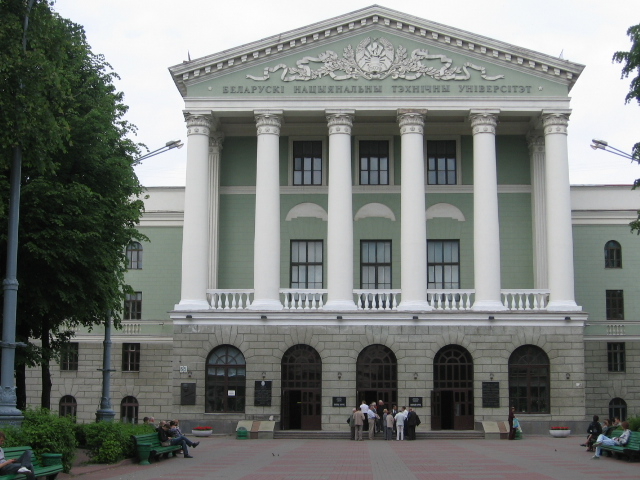
Bâtiment principal de l'Université technique nationale de Biélorussie (БНТУ).
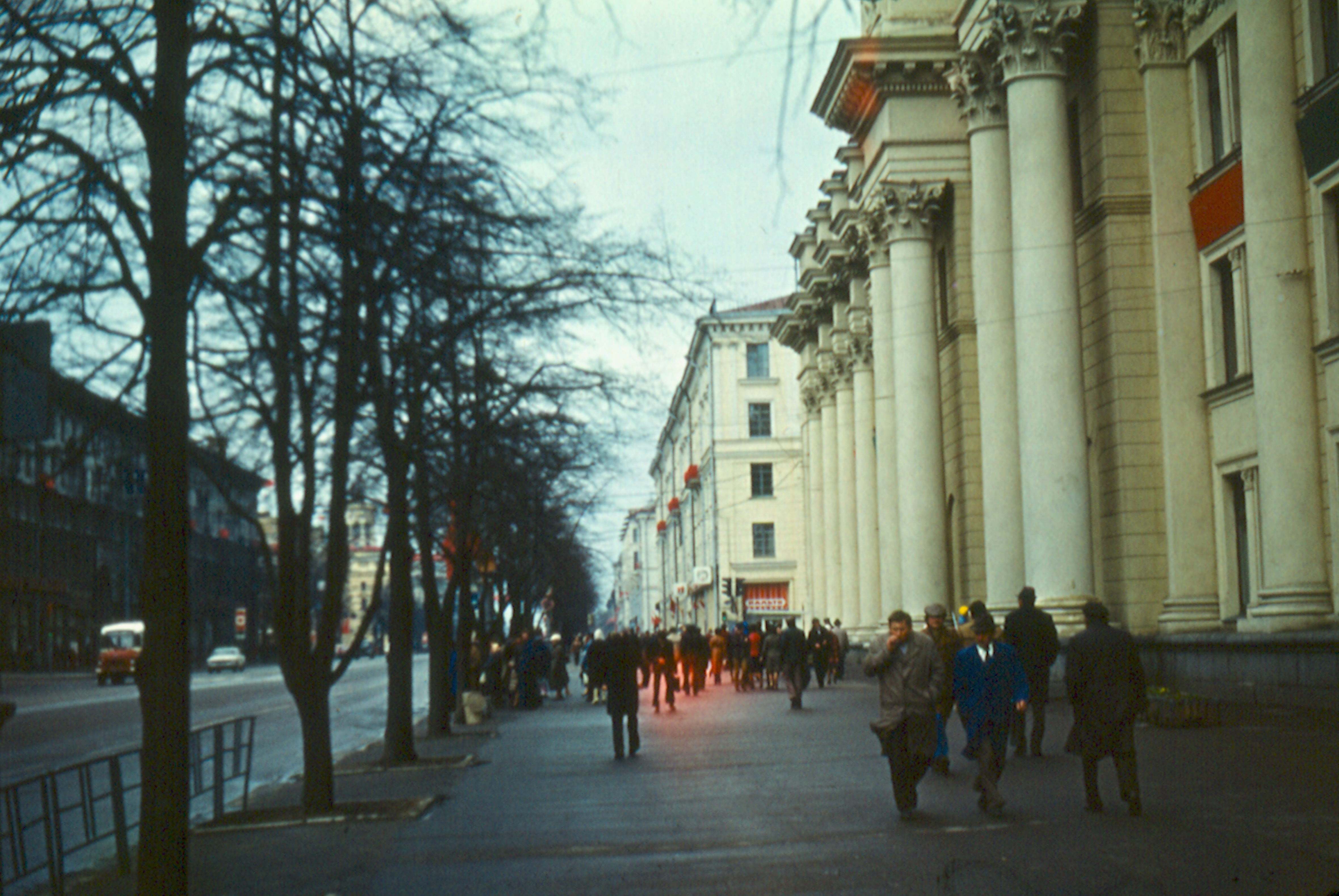
L'avenue Leninski en 1981.
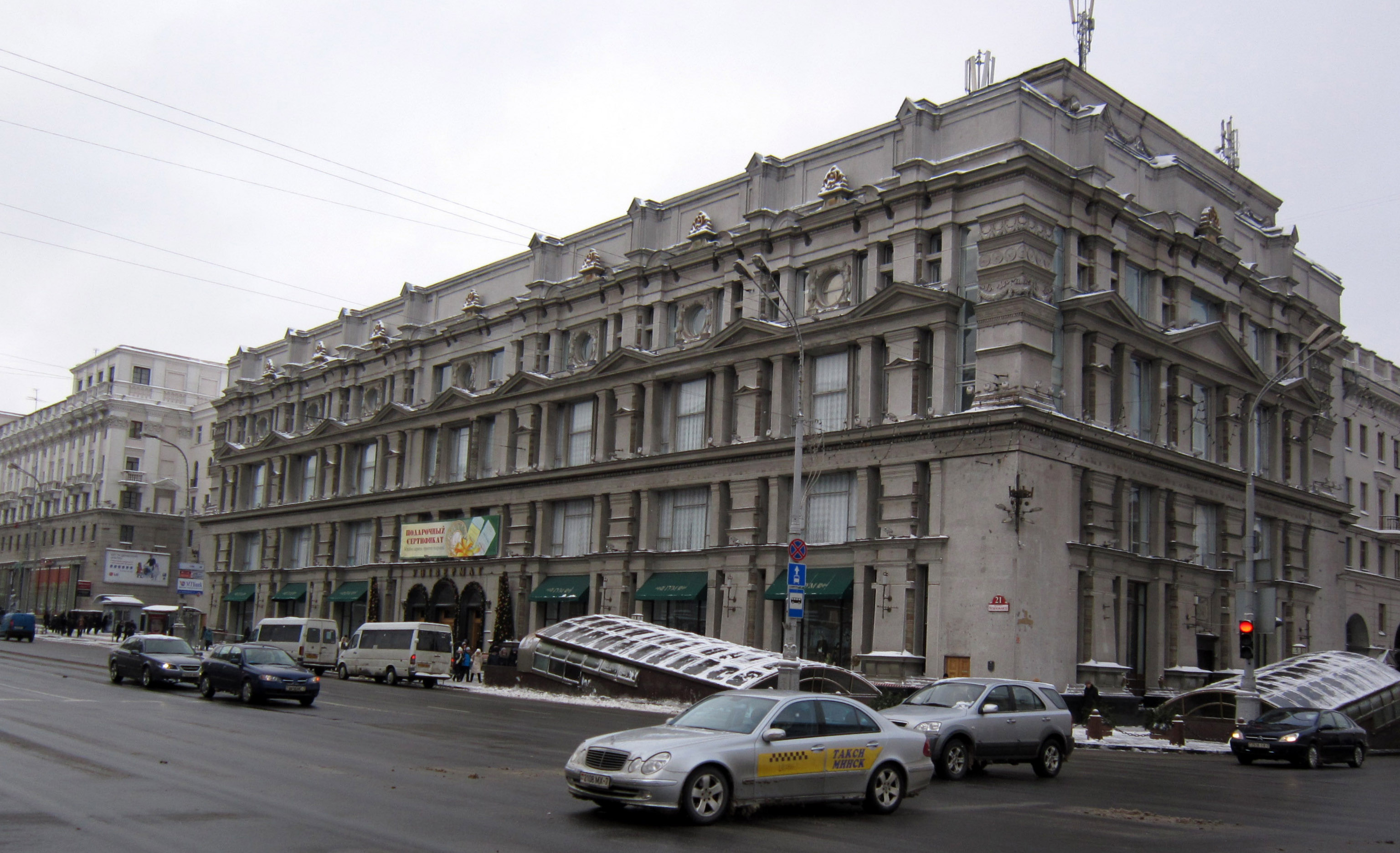
Le Goum, magasin universel d'État.
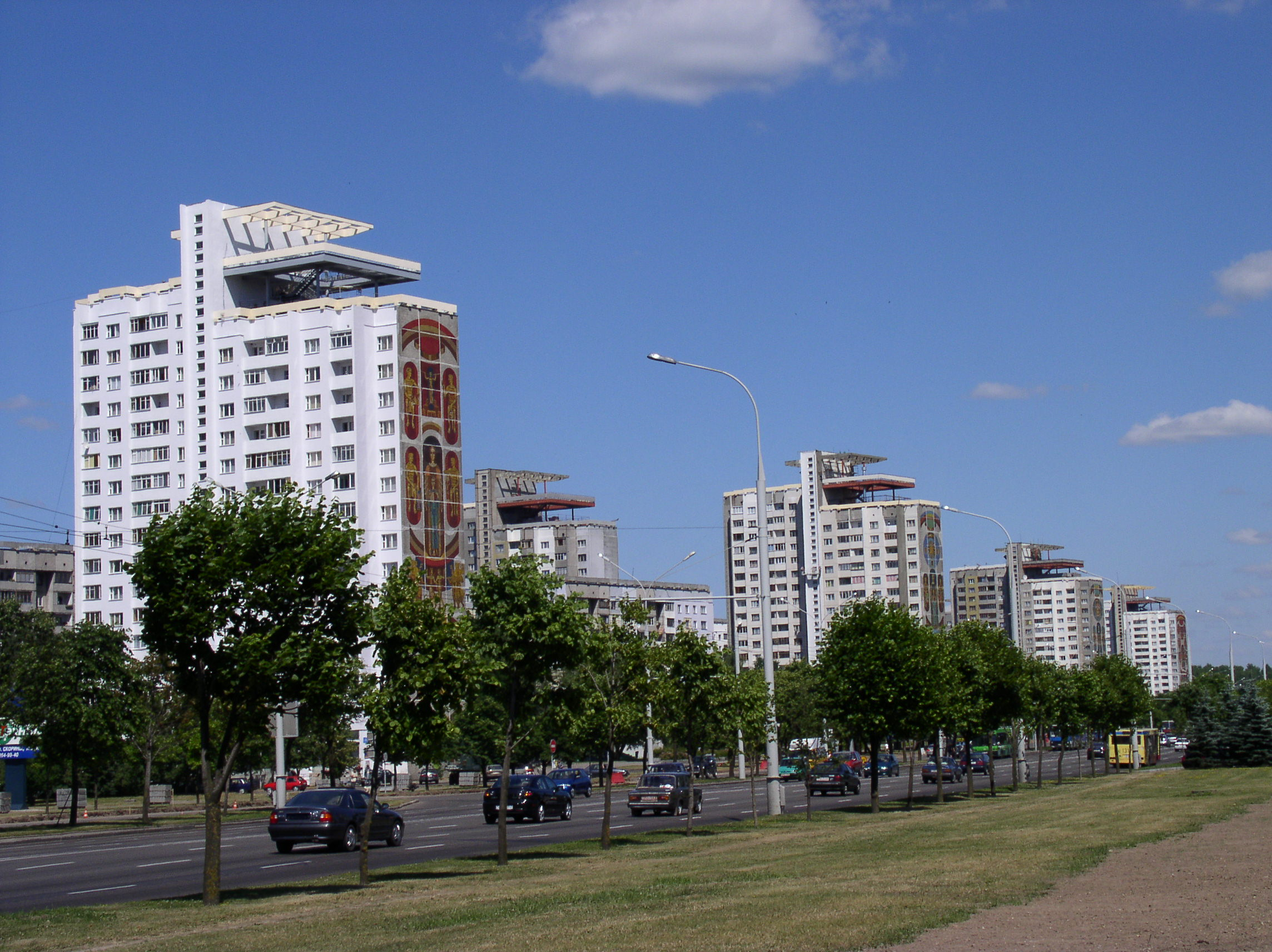
Le microraïon Vostok.